# Dịch Vọng
Dịch Vọng là một phường thuộc quận Cầu Giấy, thành phố Hà Nội, Việt Nam.
Phường Dịch Vọng có diện tích 1,32 km², dân số năm 2022 là 27.979 người, mật độ dân số đạt 21.196 người/km².